# Charlotte Lewis (Lost)
Charlotte Staples Lewis (interpretada por Rebecca Mader) es un personaje de ficción de la serie de televisión Lost. Antropóloga del grupo de Naomi, llega a la isla con el propósito de capturar a Ben Linus.

## Origen

### Antes del accidente
Charlotte tiene dos hermanos y nació en Essex, Inglaterra. Ella creció en Bromsgrove con sus padres. Fue a la Universidad de Kent para su licenciatura y obtuvo un doctorado en antropología cultural de la Universidad de Oxford. 
Durante su estancia en Túnez, se recogió un periódico afirmando que Oceanic Airlines vuelo 815 se había encontrado su pareja y le preguntó, "¿Cuántos idiomas tiene usted decir que antes de hacer creer que es verdad?" Charlotte respondió: "¿Cuántos idiomas hay?". Fue a un sitio de excavación, en el desierto del Sáhara, de lo que se descubrió que se sigue Polar Bear. Ella descubrió un collar en los huesos, que llevaba el logotipo hydra de la Iniciativa Dharma. Más tarde, se reveló que Mateo Abaddon ha seleccionado Charlotte, junto con Miles, Faraday, y Lapidus, para trabajar en su misión, que la llevó a la isla. En ruta a la isla, Charlotte se vio obligado a expulsar de los helicópteros durante una tormenta eléctrica. 

### Tras su llegada a la isla
Charlotte primero llega a la isla el 23 de diciembre de 2004, después de los supervivientes del accidente del vuelo 815 en contacto con ella y su tripulación en el carguero. Después de aterrizar en un árbol por accidente y quedarse colgada del paracaídas, ella misma se suelta y cae a un pequeño lago. Ella encuentra a Locke y otros sobrevivientes poco después. Los supervivientes la retiran su dispositivo de localización para que no puedan ser encontrados por las personas del carguero. Ellos lugar en el tracker Vicente y hacen de él a fin de ejecutar Jack nunca encontrarlas. Ella sostiene que ella está allí para rescatarlos, sin embargo Locke no la cree. Charlotte ve más tarde una bengala que ella dice pertenece a un miembro de su equipo. Cuando no se quiere investigar, Charlotte se vuelve impaciente y empieza a ir por su cuenta, dando lugar a Ben disparar, pero ella se llevaba un chaleco prueba de bala y sobrevive. Ben entonces detallado revela información personal sobre ella y dice que su equipo ha llegado a encontrarlo y que tiene un hombre en su barco. 
El grupo de cabeza de Jacob cabina, pero no lo encuentra. Locke entonces les lleva al cuartel, donde se encuentran con Kate, Sayid, y Miles. Sayid organiza Miles de Charlotte a tomar su lugar como rehenes de Locke para el paso a Frank del helicóptero. Cuando se ofreció a volver a la carga, Charlotte opta por permanecer en la isla. Jack y Julieta escolta Charlotte y Daniel de vuelta al campamento a lo largo de la playa. Esa noche, ella con Daniel Faraday hacen pruebas de memoria con cartas. Él adivina 2 de 3 tarjetas, Charlotte dice que es "progreso". Jack y Juliett luego obligarla a llamar a la carga en una línea de emergencia cuando no puede conseguir y aprender a pesar de que el helicóptero con Sayid, Desmond, y Frank nunca llegó. 
Más tarde esa misma noche, Charlotte y Daniel fuera a pasar una larga caminata a la tempestad (de la isla estación eléctrica), donde trabajan para neutralizar una fuente potencial de gas venenoso. En medio de su caminata, Kate ofendiere en su posición y comienza a hacer preguntas sospechosamente. Con poco tiempo y la dificultad de explicar la situación, Charlotte se da ninguna opción sino la de pistola látigo Kate y llamó su inconsciente. Salen ella en la selva y seguir hacia la tempestad. Mientras Daniel está tratando de hacer que el gas inerte, Julieta se enfrenta a él y es abordado abruptamente al piso de Charlotte. Julieta logra la parte superior y posee Charlotte a punta de pistola. Ella pide a Charlotte a fin de detener a Daniel lo que sea que está haciendo, pero Charlotte intenta asegurar a Juliet que estamos tratando de hacer que el gas inútil a fin de que no pueda ser utilizada por Ben. Julieta cumple y permite Daniel terminar su objetivo. Cuando Jack y Kate finalmente llegar a la tempestad, Charlotte le pide perdón a Kate y Juliet apoya sus acciones. Más tarde en Charlotte y Daniel se sorprenden cuando un órgano del médico en el barco que había sido lavada hasta en tierra, su garganta se raja conduce a cuestionar Jack Daniel Charlotte y algunos más y decir que Jack el médico estaba bien cuando lo vio el pasado y que no saben nada al respecto. 
Mientras que obtener suministros médicos a los funcionarios, Jin ve sonreír cuando Charlotte Sun observaciones, en coreano, sabe que Charlotte y Daniel fantasías porque ella es una mujer. Esa noche, Jin se enfrenta a Charlotte, hablando en coreano. Ella al principio no pretende comprender, pero Jin dice que perjudicará a Daniel si ella no coopera. Después de que ella reconoce que lo hace hablar coreano, Jin hace su promesa de tomar sol fuera de la isla con ellos cuando el helicóptero regresa. 
Más tarde, cuando Daniel utiliza el teléfono para overhear las tripulaciones de los helicópteros y escucha acerca de las orquídeas que le dice que debe abandonar la isla "Ahora mismo". Ella es vista como mirando a Daniel Faraday, a la gente, a la carga y le da una sonrisa adiós. 
Es implícita al final de la temporada 4 final que no solo ha sido ella a la isla antes, sino que nació allí, y había trabajado para volver. Ella decide en última instancia a la estancia y desaparece con la isla y el resto de sus habitantes cuando Ben "se mueve" a su nueva ubicación.
En los nuevos capítulos de la quinta temporada Charlotte es afectada por los flashes de la isla debido a que ella había tenido ya interacción con la misma en su pasado. En el capítulo 5 de la temporada 5 Charlotte le confiesa a Daniel Faraday que cuando era pequeña ella vivía en esa isla y que un hombre le advirtió que si volvía moriría. Dicho hombre era Daniel. 
Finalmente, a consecuencia de los continuos flashes y desplazamientos en el tiempo de la isla, Charlotte comienza a desvariar y muere.